# Шаров, Константин Константинович
Константин Шаров (бел. Канстанцін Шараў) (18 января 1954 — 8 октября 2017) — белорусский органист, в 1983—2017 годах — солист Белорусской государственной филармонии.
Музыкальное образование получал сначала в ССМШ при БГК (1962-72), затем (1973-77) — в при Белорусской государственной консерватории по классу фортепиано у проф. Ирины Цветаевой. В 1977—1981 годах обучался в классе органа Латвийской государственной консерватории у профессора Николая Ванадзин. После возвращения в Минск принят на работу солистом в БГФ — сначала в качестве ансамблиста-концертмейстера (1983), затем, придя на смену Александру Фисейскому, в качестве солиста-органиста (1986).
После окончания консерватории Константин Шаров дважды стажировался в Цюрихе у Жана Гийю, участвовал в международных фестивалях и конкурсах, в том числе в 1982 г. получил Гран-При на Международном фестивале «Musica Sacra» в Лодзи (Польша).
За годы работы солистом Константин Шаров реализовал множество концертных программ, исполнив сотни монографических концертов. Особым вниманием К. Шаров дарил французскую барочную и романтическую музыку (Л.-Н. Клерамбо, Ж.-А. Гилен, Л. Маршан, С. Франк, А. Гильман, Ш.-М. Видор, К. Сен-Санс, Л. Вьерн). Пока в ведении филармонии был костёл св. Роха, где в 1984 г. был установлен механический орган фирмы Ригер-Клосс, это был основной зал выступлений артиста. После передачи здания костёла католической церкви (2006), Константин Шаров стал регулярно выступать в Большом зале БГФ, а также в костёле св. Шимона и Хелены, где появился цифровой орган.
Кроме Минска, Константин Шаров концертировал во всех концертных залах Беларуси (Полоцкий Софийский собор, Гродненский кафедральный костёл, Витебская филармония, концертный зал и кафедральный костёл в Пинске, костёлы в Могилёве, Бресте, Поставах и др. нас. пунктах), а также проводил зарубежные гастроли (Германия, Польша, Украина, Молдавия, Россия). Органист творчески сотрудничал со многими известными исполнителями: дирижёрами, вокалистами, инструменталистами. Среди них — Александр Анисимов, Юрий Ефимов, Юрий Цирюк, Мария Биешу, Светлана Данилюк, Татьяна Гринденко и другие.
В течение многих лет Константин Шаров был членом (клавесинистом и органистом) ансамбля старинной музыки Кантабиле, с которым гастролировал по Беларуси и за рубежом. Для нужд ансамблевого музицирования Константином Шаровым были выполнены множество переложений, адаптаций и редакций старинной музыки. Под его редакцией уже в независимой Беларуси вышло некоторое количество музыкальных сочинений, возникших в XVII—XVIII веке на территории нынешней Беларуси.
Константину Шарову принадлежат многочисленные записи на белорусском радио и телевидении.

## Программы
- Все органные сочинения И. С. Баха
- Бах, его современники и последователи
- Антология органного творчества Д. Букстехуде
- Портреты композиторов

## Ученики
- Ростислав Выграненко